# Bes-majeur
Bes-majeur, Bes grote terts of Bes-groot (afkorting: Bes) is een toonsoort met als grondtoon bes.

## Toonladder
De voortekening telt twee mollen: bes en es. Het is de parallelle toonaard van g-mineur.

## Stemming
Sommige instrumenten voor koperblazers (de trompet, de bugel, het eufonium en de kornet) en veel instrumenten voor  houtblazers (de klarinet, vijf soorten saxofoon) staan gestemd in bes. De dubbelhoorn heeft een combinatie van f en bes.

## Bekende werken in Bes-majeur
- Rhapsody in Blue (1924) - George Gershwin
- Das wohltemperierte Klavier (prelude en fuga nr. 21) - Johann Sebastian Bach
- Pianoconcert nr. 2 (1787-1789) - Ludwig van Beethoven
- Symfonie nr. 102 (1794) - Joseph Haydn
- Symfonie nr. 4 (1806) - Ludwig van Beethoven
- Symfonie nr. 2 (1814-1815) en nr. 5 (1816) - Franz Schubert
- Pianosonate nr. 29 (1817-1818) - Ludwig van Beethoven
- Strijkkwartet Große Fuge (1825) - Ludwig van Beethoven
- Symfonie nr. 2 (1840) - Felix Mendelssohn Bartholdy
- Symfonie nr. 1 (1841) - Robert Schumann
- Symfonie nr. 5 (1875-1876) - Anton Bruckner
- Pianoconcert nr. 2 (1878-1881) - Johannes Brahms
- Symfonie nr. 5 (1944) - Sergej Prokofjev